# Förlossningstång

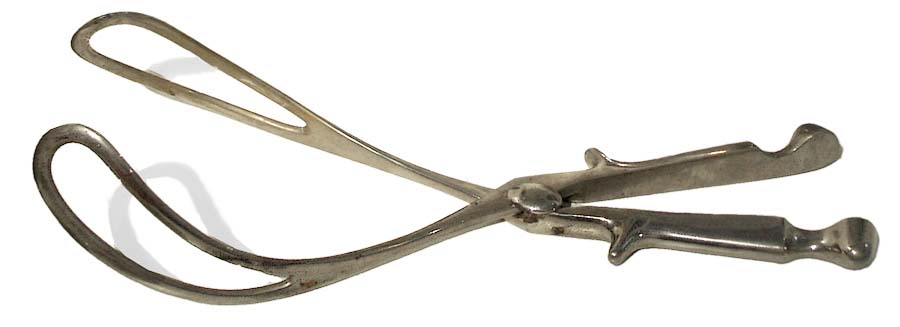
Förlossningstång

Förlossningstång är ett instrument som används inom obstetriken vid assisterad förlossning. Den används i slutskedet av förlossningen för att snabbt avsluta den om det finns risk för barnets eller kvinnans liv. Den kan också användas om förlossningen dragit ut så långt på tiden att kvinnans krafter inte längre räcker till. 
Instrumentet består av två korsade tånghalvor av stål, så kallade skedar. Skedarna är skålformade för att kunna omfatta barnets huvud, ungefär som två händer. Genom att föra in skedarna i förlossningsvägen, och sluta dem om huvudet, samt därefter dra utåt med hjälp av handtagen, kan barnet dras ut ur modern. 
Förlossningstången uppfanns i början 1600-talet i England av Peter Chamberlen. Efter att förr ha varit ett vanligt förekommande instrument, har den numer kompletterats av andra verktyg, till exempel sugklockan.